# Helmut Bock
Helmut Bock (* 9. März 1928 in Köln; † 20. Dezember 2013 in Berlin) war ein deutscher Historiker.

## Leben
Helmut Bock wurde 1928 in Köln geboren und besuchte dort von 1934 bis 1944 die Schule. Nachdem er kurzzeitig zur Kriegsmarine einberufen worden und in britischer Kriegsgefangenschaft gewesen war, als Metallarbeiter, in der Landwirtschaft und im Brückenbau gearbeitet hatte, war Helmut Bock von 1946 bis 1948 Schutzpolizist und Lehrer an der Polizeischule im sowjetischen Sektor von Berlin.
Von 1948 bis 1951 studierte er Germanistik, Geschichte und Pädagogik an der Pädagogischen Fakultät der Humboldt-Universität zu Berlin. Das Studium schloss er mit dem Staatsexamen für Mittelstufenlehrer ab. Danach arbeitete er bis 1953 als Lektor für deutsche Sprache und Literatur an der Deutschen Hochschule für Körperkultur (DHfK) in Leipzig. An der Philosophischen Fakultät der Karl-Marx-Universität Leipzig war er von 1953 bis zur Promotion zum Dr. phil. 1960 Doktoraspirant und wissenschaftlicher Assistent. Bereits 1956 hatte er extern das Staatsexamen als Diplom-Historiker abgelegt. Helmut Bock promovierte bei Ernst Engelberg und Hans Mayer mit einer Biographie über Ludwig Börne. Auch Ernst Bloch und Walter Markov waren seine Hochschullehrer.
Nach seiner Promotion wurde er Wissenschaftlicher Sekretär des Instituts für Geschichte an der Deutschen Akademie der Wissenschaften zu Berlin. Ab 1962 war er dort stellvertretender Leiter der Abteilung für deutsche Geschichte von 1789 bis 1871. Vor seiner Promotion B zum Dr. sc. phil. an der Humboldt-Universität Berlin mit einer Biographie über Ferdinand von Schill 1970 leitete er zwei Jahre lang den Operativstab beim Herausgeberkollegium der Deutschen Geschichte in zwölf Bänden. Dem Herausgeberkollegium gehörte er bis 1990 an. 1971 wurde Helmut Bock zum Akademieprofessor ernannt. Im gleichen Jahr wurde er Leiter der Abteilung für Kulturgeschichte am Zentralinstitut für Geschichte an der Akademie, die ab 1972 Akademie der Wissenschaften der DDR hieß. Danach war er von 1978 bis zum Ende der Akademie 1991 Wissenschaftlicher Mitarbeiter im Wissenschaftsbereich Deutsche Geschichte von 1789 bis 1917. Darüber hinaus war er Mitglied des Präsidiums der Historiker-Gesellschaft der DDR.
Von 1971 bis 1990 war Helmut Bock außerdem Vorsitzender der Zentralen Sektion Geschichte beim Präsidium der Urania. 1994 wurde er Mitglied der Leibniz-Sozietät der Wissenschaften zu Berlin. Nachdem er bereits mehrere Jahre in der Historischen Kommission der PDS mitgearbeitet hatte, wurde er 2001 als Mitglied in diese berufen und gehörte auch der 2007 gebildeten Historischen Kommission der Partei Die Linke an.
An der Humboldt-Universität Berlin hielt er 1991 Vorlesungen zur deutschen Geschichte und überführte seine Promotion B zur Habilitation. Danach war er über das sogenannte Wissenschaftler-Integrations-Programm für ehemalige Mitarbeiter der wissenschaftlichen Akademien der DDR beschäftigt. Auch nach seinem Ruhestand 1994 sind von ihm zahlreiche Publikationen zur deutschen Geschichte erschienen. Helmut Bock lebte in Berlin.

## Veröffentlichungen (Auswahl)
- Ludwig Börne. Vom Gettojuden zum Nationalschriftsteller. Rütten & Loening, Berlin 1962.
- Rebell im Preußenrock. Tauroggen 1812. Rütten & Loening, Berlin 1963.
- Zwischen Thron und Vaterland. Gneisenau im preußischen Krieg 1806–1807. Deutscher Verlag der Wissenschaften, Berlin 1966.
- Schill. Rebellenzug 1809. Deutscher Militärverlag, Berlin 1969.
- Die Illusion der Freiheit. Deutsche Klassenkämpfe zur Zeit der französischen Julirevolution 1830 bis 1831. Dietz, Berlin 1980 (= Schriftenreihe Geschichte) (Fotografie von H. Bock S. 241).
- Es führt kein Weg zurück – „Stalinismus“ in der DDR. In: Utopie kreativ. H. 13 (September 1991), S. 62–74.
- Ferdinand von Schill. Preußische Köpfe. Stapp, Berlin 1998.
- Wir haben erst den Anfang gesehen. Selbstdokumentation eines DDR-Historikers 1983 bis 2000. Dietz, Berlin 2002.
- Heinrich Heine. „Verlor’ner Posten in dem Freiheitskriege“. Dietz, Berlin 2006.
- Napoleon Bonaparte. Aufstieg und Sturz eines bürgerlichen Hegemonialpolitikers (= Pankower Vorträge. 88), Helle Panke, Berlin 2006.
- Entartet die Zivilisation? Privatisierte Waffengewalt und neue Kriege oder Warnschriften am Anfang des 21. Jahrhunderts (= Pankower Vorträge. 58), Helle Panke, Berlin 2003.
- Die russische Revolution 1917–1921. Sieg oder Tragödie? (= Pankower Vorträge. 71), Helle Panke, Berlin 2005.
- Wer bedroht wen? Bürgerliche Revolution und soziale Empörung (= Pankower Vorträge. 110), Helle Panke, Berlin 2008.
- Napoleon und Preußen. Sieger ohne Sieg. Dietz, Berlin 2013, ISBN 978-3-320-02300-3.
- Major Schill, der Treubrecher. Zwischen Patriotismus und Staatsräson. Militärverlag, Berlin 2013, ISBN 978-3-360-02714-6.
- Globalisierung und Militarisierung. „Krieg, Handel und Piraterie. Dreieinig sind sie, nicht zu trennen“. Verlag am Park in der Edition Ost, Berlin 2013, ISBN 978-3-89793-294-4.
- Freiheit – ohne Gleichheit? Soziale Revolution 1789 bis 1989. Tragödien und Legenden. Dietz, Berlin 2013, ISBN 978-3-320-02290-7.